# Yaramış
Yaramış ist ein Dorf im Landkreis Malazgirt der Provinz Muş in der Osttürkei. Yaramış liegt etwa 139 km nordöstlich der Provinzhauptstadt Muş und 19 km südlich von Malazgirt. Yaramış hatte laut der letzten Volkszählung 1.151 Einwohner (Stand Ende Dezember 2010). Die Bevölkerung besteht hauptsächlich aus Kurden und Osseten.